# سوفی الیس-بکستور
 سوفی میشل الیس بکستور  (به انگلیسی: Sophie Michelle Ellis-Bextor) (زاده ۱۰ آوریل ۱۹۷۹) یک خواننده، ترانه‌سرا، مدل و دی جی انگلیسی است. او در ابتدا در دهه ۱۹۹۰ به عنوان لیدر گروه Theaudience به شهرت رسید. بعد از اینکه گروه منحل شد سوفی به عنوان خواننده تک در اوایل دهه ۲۰۰۰ شروع به کار کرد. اولین آلبوم او "Read My Lips" بود که در سپتامبر ۲۰۰۱ منتشر شد و در چارت بریتانیا رتبه دوم را بدست آورد و توانست گواهینامه پلاتینیوم را دریافت کند و در سرتاسر جهان ۲ میلیون نسخه فروش کند. در سال ۲۰۰۳ این آلبوم توانست جایزه Edison Award برای بهترین آلبوم سبک دنس را کسب کند. الیس بکستور دومین آلبوم خود به نام "Shoot from the Hip" در اکتبر ۲۰۰۳ منتشر کرد.